# Mulyo Sari (Megang Sakti)
Mulyo Sari is een bestuurslaag in het regentschap Musi Rawas van de provincie Zuid-Sumatra, Indonesië. Mulyo Sari telt 1391 inwoners (volkstelling 2010).